# 10 meter luftpistol för herrar i skytte vid olympiska sommarspelen 2020
Herrarnas 10 meter luftpistol vid olympiska sommarspelen 2020 ägde rum den 24 juli 2021 på Asaka Shooting Range i Japan.

## Medaljörer
| Gren                | Guld                | Guld                | Silver              | Silver              | Brons         | Brons         |
| ------------------- | ------------------- | ------------------- | ------------------- | ------------------- | ------------- | ------------- |
| 10 meter luftpistol | Javad Foroughi Iran | Javad Foroughi Iran | Damir Mikec Serbien | Damir Mikec Serbien | Pang Wei Kina | Pang Wei Kina |

## Resultat

### Kval
| Placering | Skytt                 | Nation         | 1  | 2   | 3  | 4   | 5  | 6  | Totalt | 10:or | Noteringar |
| --------- | --------------------- | -------------- | -- | --- | -- | --- | -- | -- | ------ | ----- | ---------- |
| 1         | Saurabh Chaudhary     | Indien         | 95 | 98  | 98 | 100 | 98 | 97 | 586    | 28    | 0Q0        |
| 2         | Zhang Bowen           | Kina           | 98 | 95  | 99 | 98  | 99 | 97 | 586    | 18    | 0Q0        |
| 3         | Christian Reitz       | Tyskland       | 97 | 99  | 99 | 95  | 97 | 97 | 584    | 21    | 0Q0        |
| 4         | Pavlo Korostylov      | Ukraina        | 98 | 97  | 97 | 97  | 95 | 97 | 581    | 15    | 0Q0        |
| 5         | Javad Foroughi        | Iran           | 98 | 97  | 97 | 97  | 93 | 98 | 580    | 25    | 0Q0        |
| 6         | Kim Mo-se             | Sydkorea       | 97 | 95  | 95 | 97  | 98 | 97 | 579    | 20    | 0Q0        |
| 7         | Pang Wei              | Kina           | 97 | 94  | 98 | 98  | 96 | 95 | 578    | 22    | 0Q0        |
| 8         | Damir Mikec           | Serbien        | 98 | 98  | 96 | 94  | 96 | 96 | 578    | 21    | 0Q0        |
| 9         | Gulfam Joseph         | Pakistan       | 92 | 98  | 95 | 97  | 98 | 98 | 578    | 13    |            |
| 10        | James Hall            | USA            | 96 | 95  | 97 | 95  | 96 | 98 | 577    | 23    |            |
| 11        | Artiom Tjernousov     | ROC            | 96 | 96  | 94 | 99  | 96 | 96 | 577    | 15    |            |
| 12        | Enkhtaivany Davaakhüü | Mongoliet      | 94 | 95  | 95 | 97  | 98 | 98 | 577    | 8     |            |
| 13        | Nickolaus Mowrer      | USA            | 96 | 97  | 99 | 97  | 94 | 93 | 576    | 22    |            |
| 14        | Ye Tun Naung          | Myanmar        | 92 | 95  | 98 | 96  | 98 | 97 | 576    | 17    |            |
| 15        | Jin Jong-oh           | Sydkorea       | 95 | 96  | 98 | 93  | 97 | 97 | 576    | 17    |            |
| 16        | Kojiro Horimizu       | Japan          | 96 | 97  | 94 | 97  | 98 | 94 | 576    | 13    |            |
| 17        | Abhishek Verma        | Indien         | 94 | 96  | 98 | 97  | 98 | 92 | 575    | 19    |            |
| 18        | Oleh Omelchuk         | Ukraina        | 97 | 95  | 98 | 95  | 95 | 95 | 575    | 14    |            |
| 19        | Jorge Grau Potrille   | Kuba           | 93 | 100 | 94 | 98  | 96 | 93 | 574    | 16    |            |
| 20        | Ruslan Lunev          | Azerbajdzjan   | 95 | 95  | 98 | 94  | 97 | 95 | 574    | 14    |            |
| 21        | Borjan Brankovski     | Nordmakedonien | 94 | 93  | 98 | 95  | 96 | 95 | 573    | 20    |            |
| 22        | Hoàng Xuân Vinh       | Vietnam        | 94 | 98  | 97 | 94  | 93 | 97 | 573    | 16    |            |
| 23        | Vadim Muchametjanov   | ROC            | 97 | 92  | 96 | 97  | 96 | 95 | 573    | 16    |            |
| 24        | Yusuf Dikeç           | Turkiet        | 96 | 95  | 94 | 97  | 96 | 94 | 572    | 19    |            |
| 25        | İsmail Keleş          | Turkiet        | 96 | 94  | 96 | 95  | 95 | 96 | 572    | 17    |            |
| 26        | Paolo Monna           | Italien        | 92 | 92  | 97 | 97  | 95 | 97 | 570    | 23    |            |
| 27        | Juraj Tužinský        | Slovakien      | 96 | 95  | 95 | 95  | 94 | 95 | 570    | 14    |            |
| 28        | Ásgeir Sigurgeirsson  | Island         | 95 | 98  | 91 | 92  | 97 | 97 | 570    | 13    |            |
| 29        | Marko Carrillo        | Peru           | 90 | 91  | 99 | 97  | 96 | 96 | 569    | 14    |            |
| 30        | Daniel Repacholi      | Australien     | 95 | 93  | 95 | 95  | 94 | 96 | 568    | 15    |            |
| 31        | Samy Abdel Razek      | Egypten        | 97 | 95  | 93 | 95  | 94 | 93 | 567    | 11    |            |
| 32        | Felipe Wu             | Brasilien      | 94 | 94  | 94 | 92  | 95 | 97 | 566    | 15    |            |
| 33        | Peeter Olesk          | Estland        | 93 | 92  | 96 | 96  | 92 | 95 | 564    | 8     |            |
| 34        | Ala Al-Othmani        | Tunisien       | 93 | 94  | 97 | 93  | 92 | 94 | 563    | 16    |            |
| 35        | Philip Elhage         | Aruba          | 93 | 94  | 94 | 92  | 94 | 89 | 556    | 6     |            |
| 36        | Edwin Barberena       | Nicaragua      | 96 | 90  | 93 | 92  | 93 | 90 | 554    | 10    |            |

### Final
| Placering | Skytt             | Nation   | 1    | 2     | 3     | 4     | 5     | 6     | 7     | 8     | 9     | Totalt | Noteringar |
| --------- | ----------------- | -------- | ---- | ----- | ----- | ----- | ----- | ----- | ----- | ----- | ----- | ------ | ---------- |
| 1         | Javad Foroughi    | Iran     | 50,7 | 101,0 | 121,2 | 142,2 | 163,3 | 184,0 | 204,2 | 224,2 | 244,8 | 244,8  | 0OR0       |
| 2         | Damir Mikec       | Serbien  | 48,7 | 98,7  | 119,3 | 138,0 | 158,6 | 179,3 | 199,6 | 220,0 | 237,9 | 237,9  |            |
| 3         | Pang Wei          | Kina     | 49,1 | 99,7  | 119,5 | 139,6 | 160,5 | 180,0 | 199,4 | 217,6 | —     | 217,6  |            |
| 4         | Pavlo Korostylov  | Ukraina  | 48,4 | 99,2  | 119,6 | 139,4 | 160,4 | 180,3 | 198,9 | —     | —     | 198,9  |            |
| 5         | Christian Reitz   | Tyskland | 49,5 | 97,1  | 117,6 | 137,8 | 158,2 | 176,6 | —     | —     | —     | 176,6  |            |
| 6         | Zhang Bowen       | Kina     | 48,9 | 98,2  | 116,8 | 137,7 | 158,2 | —     | —     | —     | —     | 158,2  |            |
| 7         | Saurabh Chaudhary | Indien   | 47,7 | 96,8  | 117,2 | 137,4 | —     | —     | —     | —     | —     | 137,4  |            |
| 8         | Kim Mo-se         | Sydkorea | 50,0 | 96,7  | 115,8 | —     | —     | —     | —     | —     | —     | 115,8  |            |